# Alex Michaelides
Alex Michaelides (ur. 4 września 1977 na Cyprze) – brytyjsko-cypryjski pisarz, scenarzysta.

## Życiorys
Urodził się na Cyprze jako syn Cypryjczyka i Brytyjki, wychował się w ojczyźnie ojca. Studiował filologię angielską na Trinity College na Uniwersytecie w Cambridge, studiował też scenopisarstwo w American Film Institute. Następnie przez trzy lata studiował psychoterapię, po ukończeniu studiów przez dwa lata pracował w zakładzie penitencjarnym dla młodzieży. Zdobytą tam wiedzę wykorzystał w swojej twórczości pisarskiej. Od 2005 jest scenarzystą, w 2019 zadebiutował jako autor powieści sensacyjnych.

## Twórczość

### Film

#### Scenariusze
- Alice (2005) - miniatura;
- The Devil You Know (2013) - thriller;
- The Con Is On (2018) - komedia sensacyjna.

### Literatura
- Pacjentka (org. The Silent Patient) (2019) - thriller psychologiczny; (polskie tłumaczenie Agnieszka Wyszogrodzka-Gaik).
- Boginie (org. The Maidens) (2021) - thriller psychologiczny; (polskie tłumaczenie Agnieszka Wyszogrodzka-Gaik)[3].
- Furia (org. The Fury) (2024) - thriller psychologiczny; (polskie tłumaczenie Agnieszka Wyszogrodzka-Gaik).

#### Odbiór twórczości
Debiutancka powieść Alexa Michaelidesa Pacjentka opublikowana 2019 została w pierwszych miesiącach sprzedana w ponad milionie egzemplarzy i ogłoszona przez The New York Times i The Sunday Times ogłoszona bestsellerem. W pierwszym tygodniu po ukazaniu się zajęła pierwsze miejsce na liście bestsellerów The New York Times i uznana za najlepszy debiut pisarski 2019 w Stanach Zjednoczonych. Przez siedem tygodni znajdowała się na liście TOP 10 The Sunday Times. Serwis Amazon.com uznał Pacjentkę za drugi najlepiej sprzedający się thriller w 2019. Powieść zdobyła również nagrodę Goodreads Choice Award w kategorii Best Mystery & Thriller w 2019, była też nominowana do nagrody Barry Award w kategorii Debiut i Książka Roku przyznawanej przez amerykańskie wydawnictwo Barnes & Noble. W Polsce powieść Alexa Michaelidesa wygrała w plebiscycie serwisu Lubimyczytać.pl w edycji 2019 w kategorii Kryminał, sensacja, thriller oraz została uznana za Bestsellery Empiku w kategoriach Kryminał/sensacja/thriller i Audiobook. Planowana jest adaptacja filmowa. 